# Заульдорф
Заульдорф (нем. Sauldorf) — община в Германии, в земле Баден-Вюртемберг.
Подчиняется административному округу Тюбинген. Входит в состав района Зигмаринген. Население составляет 2475 человек (на 31 декабря 2010 года). Занимает площадь 49,72 км².